# Brasil Vôlei Clube 2021-2022
Questa voce raccoglie le informazioni riguardanti il Brasil Vôlei Clube nella stagione 2021-2022.

## Stagione
Il Brasil Vôlei Clube utilizza la denominazione sponsorizzata Vôlei Renata nella stagione 2021-22.
Ottiene un sesto posto al termine della regular season di Superliga Série A, qualificandosi per i play-off scudetto, dove viene eliminato ai quarti di finale dal Sesi, chiudendo con un sesto posto finale.
Si spinge fino in finale in Coppa del Brasile, sconfitto dal Minas.
In ambito statale conquista il Campionato Paulista, sconfiggendo in finale l'Índios Guarus, mentre a livello continentale ottiene un terzo posto al campionato sudamericano per club.

## Organigramma societario
Area direttiva
- Presidente: Guilherme Muller Silva
- Team manager: André Heller
- Direttore sportivo: Maurício de Lima

Area tecnica
- Allenatore: Marcos Pacheco
- Secondo allenatore: Ricardo Murbach
- Scoutman: Felipe Lima
- Preparatore atletico: Rogério de Paula

Area sanitaria
- Medico: Marcelo Krunfli
- Fisioterapista: Márcio Saraiva, Samuel Mamprin

## Rosa
| N° | Nome               | Ruolo | Data di nascita   | Nazionalità sportiva |
| -- | ------------------ | ----- | ----------------- | -------------------- |
| 1  | Cristiano Torelli  | P     | 29 ottobre 1996   | Brasile              |
| 2  | Felipe Felix       | L     | 29 marzo 2002     | Brasile              |
| 3  | Anderson de Lima   | P     | 23 maggio 2002    | Brasile              |
| 4  | Bruno Canuto       | S     | 2 maggio 1990     | Brasile              |
| 5  | Sérgio de Camargo  | S     | 1º dicembre 2002  | Brasile              |
| 6  | Adriano Cavalcante | S     | 6 febbraio 2002   | Brasile              |
| 8  | Demián González    | P     | 21 febbraio 1983  | Argentina            |
| 9  | Bruno Temponi      | S     | 11 febbraio 1986  | Brasile              |
| 10 | Lucas da Silva     | S     | 4 gennaio 2001    | Brasile              |
| 11 | Judson da Cunha    | C     | 5 dicembre 1998   | Brasile              |
| 12 | Alexandre Elias    | L     | 30 settembre 1997 | Brasile              |
| 13 | Igor Nasser        | S     | 18 febbraio 2001  | Brasile              |
| 14 | Lucas Barreto      | C     | 24 giugno 1997    | Brasile              |
| 15 | Guilherme da Silva | C     | 12 novembre 2003  | Brasile              |
| 16 | Lucas Saatkamp     | C     | 6 marzo 1986      | Brasile              |
| 17 | Evandro Guerra     | O     | 27 dicembre 1981  | Brasile              |
| 18 | Arthur Puron       | C     | 19 dicembre 2001  | Brasile              |
| 20 | Leonardo Leodolter | S     | 9 agosto 2002     | Brasile              |

## Statistiche

### Statistiche di squadra
| Competizione            | Punti | In casa | In casa | In casa | In trasferta | In trasferta | In trasferta | Totale | Totale | Totale |
| Competizione            | Punti | G       | V       | P       | G            | V            | P            | G      | V      | P      |
| ----------------------- | ----- | ------- | ------- | ------- | ------------ | ------------ | ------------ | ------ | ------ | ------ |
| Superliga Série A       | 35    | 12      | 8       | 4       | 13           | 5            | 8            | 25     | 13     | 12     |
| Coppa del Brasile       | -     | 1       | 1       | 0       | 0            | 0            | 0            | 3      | 2      | 1      |
| Campionato sudamericano | 6     | -       | -       | -       | -            | -            | -            | 4      | 3      | 1      |
| Totale                  | -     | 13      | 9       | 4       | 13           | 5            | 8            | 32     | 18     | 14     |

### Statistiche dei giocatori
| Giocatore     | Superliga Série A | Superliga Série A | Superliga Série A | Superliga Série A | Superliga Série A |
| Giocatore     | P                 | PT                | AV                | MV                | BV                |
| ------------- | ----------------- | ----------------- | ----------------- | ----------------- | ----------------- |
| L. Barreto    | 22                | 109               | 78                | 27                | 4                 |
| B. Canuto     | 23                | 119               | 100               | 15                | 4                 |
| A. Cavalcante | 23                | 283               | 261               | 15                | 7                 |
| J. da Cunha   | 22                | 182               | 131               | 39                | 12                |
| G. da Silva   | 3                 | 1                 | 1                 | 0                 | 0                 |
| L. da Silva   | 14                | 27                | 23                | 2                 | 2                 |
| S. de Camargo | 5                 | 2                 | 0                 | 0                 | 2                 |
| A. de Lima    | 1                 | 0                 | 0                 | 0                 | 0                 |
| A. Elias      | 25                | 0                 | 0                 | 0                 | 0                 |
| F. Felix      | 6                 | 0                 | 0                 | 0                 | 0                 |
| E. Guerra     | 19                | 230               | 199               | 22                | 9                 |
| D. González   | 24                | 9                 | 5                 | 1                 | 3                 |
| L. Leodolter  | -                 | -                 | -                 | -                 | -                 |
| I. Nasser     | 16                | 87                | 74                | 10                | 3                 |
| L. Saatkamp   | 18                | 213               | 154               | 35                | 24                |
| A. Puron      | 1                 | 0                 | 0                 | 0                 | 0                 |
| B. Temponi    | 18                | 151               | 129               | 12                | 10                |
| C. Torelli    | 24                | 16                | 5                 | 6                 | 5                 |

P = presenze; PT = punti totali; AV = attacchi vincenti; MV = muri vincenti; BV = battute vincenti

NB: Non sono disponibili i dati relativi alla Coppa del Brasile e, di conseguenza, quelli totali.